# Résolution 316 du Conseil de sécurité des Nations unies
Membres permanents
- Chine
- États-Unis
- France
- Royaume-Uni
- URSS

Membres non permanents
- Argentine
- Belgique
- Guinée
- Inde
- Italie
- Japon
- Panama
- Somalie
- Soudan
- Yougoslavie

Résolution no 315 Résolution no 317
La résolution 316 du Conseil de sécurité des Nations unies est adoptée à 13 voix et 2 abstentions lors de la 1 650e séance du Conseil de sécurité des Nations unies le 26 juin 1972, après avoir réaffirmé les résolutions précédentes sur le sujet, le Conseil a condamné les "actes de violence déplorables" d'Israël et a appelé ce pays à respecter les résolutions précédentes et à s'abstenir de violer davantage la souveraineté et l'intégrité territoriale du Liban. La résolution a ensuite exprimé le souhait que tous les militaires libanais et syriens enlevés par Israël soient libérés dans les plus brefs délais et a déclaré que si les mesures susmentionnées n'étaient pas prises, le Conseil se réunirait à nouveau pour envisager de nouvelles actions.
La résolution a été adoptée par 13 voix ; le Panama et les États-Unis se sont abstenus. La résolution a été adoptée dans le contexte de l'insurrection palestinienne au Sud-Liban.

### Sources
- (en) Cet article est partiellement ou en totalité issu de l’article de Wikipédia en anglais intitulé « United Nations Security Council Resolution 316 » (voir la liste des auteurs).

### Texte
- Résolution 316 sur fr.wikisource.org
- Résolution 316 sur en.wikisource.org